# بدهکار و بستانکار
بدهکار و بستانکار، در حسابداری دوطرفه، درایه‌هایی هستند که در سندهای حسابداری و دفاتر حسابداری ایجاد می‌شوند تا اثرات ریالی رویدادهای مالی سازمان را ثبت کنند.

## ماهیت حساب‌ها
حساب‌های دارای ماهیت بدهکار
به‌طورکلی، در حسابداری دوطرفه، حساب‌های زیر دارای ماهیت بدهکار هستند:
- دارایی
- پیش‌پرداخت
- هزینه

حساب‌های دارای ماهیت بستانکار
به‌طورکلی، در حسابداری دوطرفه، حساب‌های زیر دارای ماهیت بستانکار هستند:
- بدهی
- پیش‌دریافت
- درآمد
- حقوق صاحبان سهام